# Vila Cova de Carros
Vila Cova de Carros é uma localidade portuguesa do Município de Paredes que foi sede da extinta Freguesia de Vila Cova de Carros, freguesia que tinha 2,96 km² de área e 666 habitantes (2011), e, por isso, uma densidade populacional de 225,0 hab/km².
A Freguesia de Vila Cova de Carros foi extinta pela reorganização administrativa de 2012/2013, tendo o seu território sido integrado na Freguesia de Paredes.

## População
| População da freguesia de Vila Cova de Carros | População da freguesia de Vila Cova de Carros | População da freguesia de Vila Cova de Carros | População da freguesia de Vila Cova de Carros | População da freguesia de Vila Cova de Carros | População da freguesia de Vila Cova de Carros | População da freguesia de Vila Cova de Carros | População da freguesia de Vila Cova de Carros | População da freguesia de Vila Cova de Carros | População da freguesia de Vila Cova de Carros | População da freguesia de Vila Cova de Carros | População da freguesia de Vila Cova de Carros | População da freguesia de Vila Cova de Carros | População da freguesia de Vila Cova de Carros | População da freguesia de Vila Cova de Carros |
| --------------------------------------------- | --------------------------------------------- | --------------------------------------------- | --------------------------------------------- | --------------------------------------------- | --------------------------------------------- | --------------------------------------------- | --------------------------------------------- | --------------------------------------------- | --------------------------------------------- | --------------------------------------------- | --------------------------------------------- | --------------------------------------------- | --------------------------------------------- | --------------------------------------------- |
| 1864                                          | 1878                                          | 1890                                          | 1900                                          | 1911                                          | 1920                                          | 1930                                          | 1940                                          | 1950                                          | 1960                                          | 1970                                          | 1981                                          | 1991                                          | 2001                                          | 2011                                          |
| 232                                           | 276                                           | 265                                           | 272                                           | 286                                           | 300                                           | 316                                           | 373                                           | 398                                           | 517                                           | 582                                           | 708                                           | 661                                           | 688                                           | 666                                           |

| Distribuição da População por Grupos Etários | Distribuição da População por Grupos Etários | Distribuição da População por Grupos Etários | Distribuição da População por Grupos Etários | Distribuição da População por Grupos Etários | Distribuição da População por Grupos Etários | Distribuição da População por Grupos Etários | Distribuição da População por Grupos Etários | Distribuição da População por Grupos Etários | Distribuição da População por Grupos Etários |
| -------------------------------------------- | -------------------------------------------- | -------------------------------------------- | -------------------------------------------- | -------------------------------------------- | -------------------------------------------- | -------------------------------------------- | -------------------------------------------- | -------------------------------------------- | -------------------------------------------- |
| Ano                                          | 0-14 Anos                                    | 15-24 Anos                                   | 25-64 Anos                                   | > 65 Anos                                    |                                              | 0-14 Anos                                    | 15-24 Anos                                   | 25-64 Anos                                   | > 65 Anos                                    |
| 2001                                         | 152                                          | 132                                          | 326                                          | 78                                           |                                              | 22,1%                                        | 19,2%                                        | 47,4%                                        | 11,3%                                        |
| 2011                                         | 130                                          | 97                                           | 359                                          | 80                                           |                                              | 19,5%                                        | 14,6%                                        | 53,9%                                        | 12,0%                                        |

Média do País no censo de 2001:  0/14 Anos-16,0%; 15/24 Anos-14,3%; 25/64 Anos-53,4%; 65 e mais Anos-16,4%
Média do País no censo de 2011:   0/14 Anos-14,9%; 15/24 Anos-10,9%; 25/64 Anos-55,2%; 65 e mais Anos-19,0%

## Festas e Romarias
- Nossa Senhora da Batalha (primeiro domingo de Setembro)
- São João Evangelista (27 de dezembro)

## Colectividades
- Juventude Académica de Vila Cova - Associação Cultural Recreativa e Desportiva de Vila Cova de Carros